# Лапи, Поль
Поль Лапи́ (фр. Paul Lapie; 4 сентября 1869 года, Монмор, Шампань — 24 января 1927 года, Париж) — французский педагог, реформатор системы образования, социолог. Известен как соучредитель социологического журнала L’Année sociologique (совместно с Эмилем Дюркгеймом), защитник светского школьного образования и автор термина axiologie (аксиология).

## Биография
Поль Лапи родился в государственной школе Монмор-ан-Шампань 4 сентября 1869 года. Учился в коллеже Эперне, лицее Реймса. Изучал философию в Сорбонне, учился у Шарля Ренувье (1815—1903), бакалавр философии (1893). Окончил Высшую нормальную школу. Преподавал в лицеях Туниса, Репа, Тулузы, Бордо. Ректор Парижской академии (1925—1927). Преподавал в Реннском университете. В 1927 читал курс педагогики в Гарвардском университете.
Лапи участвовал в реорганизации нормальной школы, в программу которой в 1920 году по его рекомендации был введён курс социологии. Под его руководством была осуществлена реформа начальной школы (1923): изменены учебные программы, разрешён экзамен на диплом о начальном образовании ранее завершения срока обязательного обучения и т. д. Лапи рекомендовал поощрять приём в средние учебные заведения талантливых детей из семей с низкими доходами, расширять деятельность детских ассоциаций (объединения скаутов и др.), усилить специализацию обучения в старших классах лицеев и коллежей, учитывать в преподавании рекомендации детских психологов и т. д.

## Основные произведения
- Les civilisations tunisiennes : Musulmans, Israélites, Européens, 304 p., Paris, F. Alcan, 1898.
- De justitia apud Aristotelem, Paris, F. Alcan, 1902, 75 p.
- La femme dans la famille, Paris, O. Doin, 1908, 4-334 p.
- La justice par l'État, étude de morale sociale, coll. " Bibliothèque de philosophie contemporaine ", Paris, F. Alcan, 1899, 215p.
- Lectures morales, extraites des auteurs anciens et modernes et précédées d’entretiens moraux, publiées conformément aux programmes officiels du, " Classes de quatrième et de troisième A et B ", Paris, Hachette, 1903, VI-600 p.
- Logique de la volonté, coll. " Bibliothèque de philosophie contemporaine ", Paris, F. Alcan, 1902, 400 p.
- Morale et pédagogie, Paris, F. Alcan, 1927, XXIII-238 p.
- Morale et science [1ère série], conférences faites à la Sorbonne, Paris, F. Nathan, 1923, 222 p.
- Pédagogie française, Paris, F. Alcan, 1920, 216 p.
- Pour la raison, Paris, F. Rieder et, nouvelle édition 1921, III-I-178 p.
- L'École et les écoliers, Paris, F. Alcan, 1923, IV-187 p.
- L’Instituteur et la guerre, Paris, H. Didier, 1915, 76 p.
- Morale et science [2e série], conférences faites à la Sorbonne, Paris, F. Nathan, 1924, Célestin Bouglé (1870—1940), Paul Lapie (1869—1927), Dominique Parodi (1870—1955), Pierre-Félix Pécaut (1866—1946), 167 p.
- La Science de l'éducation, Paris, Larousse, 1915, 30 p[4].